# Cloromenita
La cloromenita és un mineral de la classe dels òxids. Rep el nom dels termes chloros, verd, i mene, lluna, referint-se a la presència del seleni com a element essencial.

## Característiques
La cloromenita és un òxid de fórmula química Cu9(SeO₃)₄O₂Cl₆. Va ser aprovada com a espècie vàlida per l'Associació Mineralògica Internacional l'any 1996. Cristal·litza en el sistema monoclínic. La seva duresa a l'escala de Mohs es troba entre 1,5 i 2,5.
Segons la classificació de Nickel-Strunz, la cloromenita pertany a «04.JG - Selenits amb anions addicionals, sense H₂O» juntament amb els següents minerals: prewittita, georgbokiïta, parageorgbokiïta, ilinskita, sofiïta, francisita, derriksita, burnsita i al·localcoselita.

## Formació i jaciments
Va ser descoberta a la fumarola Novaya, que es troba al segon con d'escòria de l'avanç nord de la Gran erupció fissural del volcà Tolbàtxik, un volcà rus de l'óblast de Kamtxatka, al Districte Federal de l'Extrem Orient. Es tracta de l'únic indret de tot el planeta on ha estat descrita aquesta espècie mineral.